# Obciągacz bomu

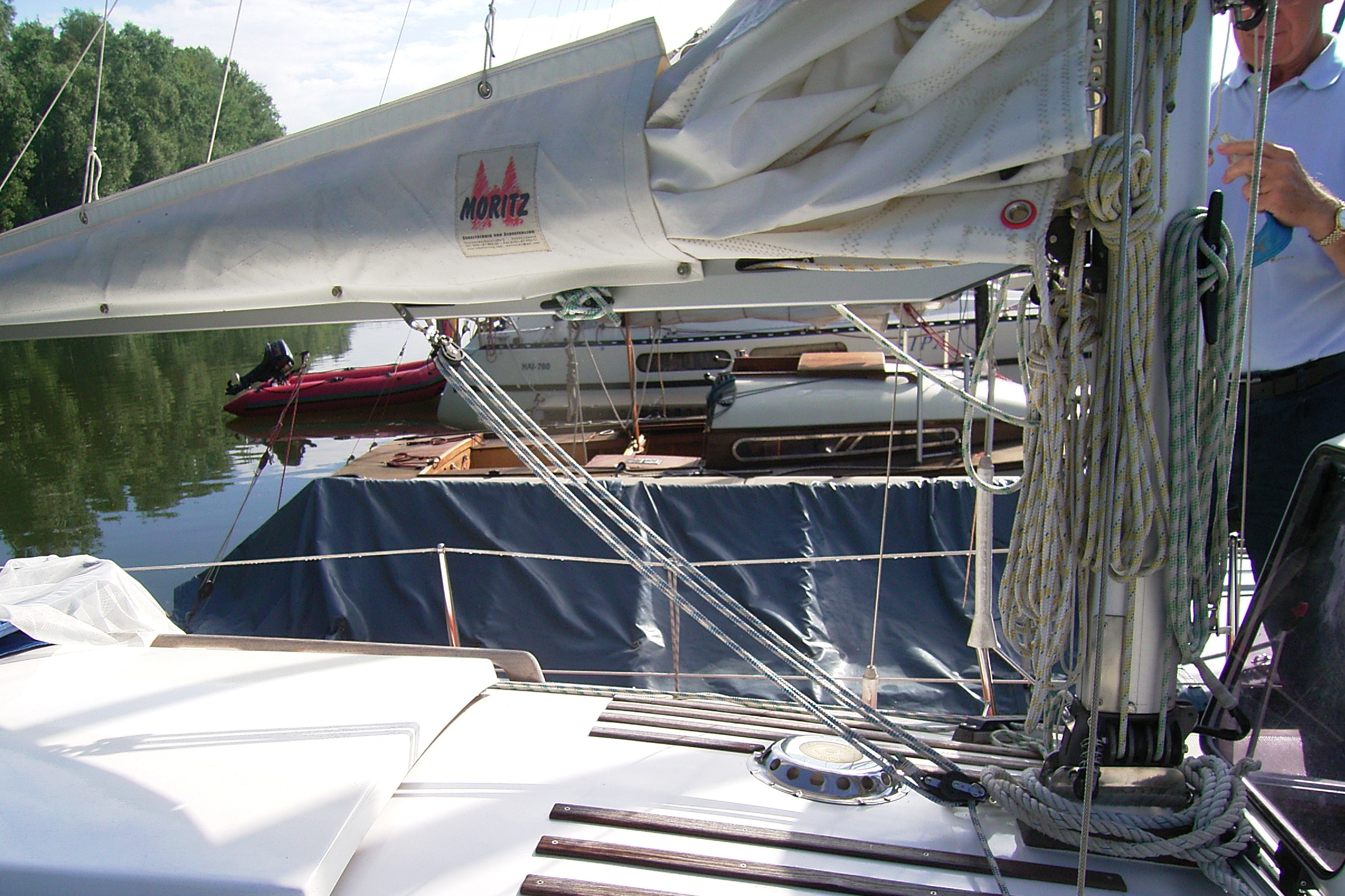
Prosta wersja obciągacza bomu

Obciągacz bomu – talia lub równoważne mechanicznie urządzenie hydrauliczne zamocowane między bomem a stopą masztu albo w pobliżu. Zapobiega podnoszeniu bomu przez żagiel i w ten sposób umożliwia redukcję skrętu żagla oraz nieznacznie zmniejsza obciążenie talii bomu. Hydrauliczny obciągacz bomu (albo stały, wykonany przy użyciu teleskopu z najczęściej metalowych rurek) może także poza zasadniczą funkcją podtrzymywać bom (czyli zastępować topenantę).